# Atón de Espoleto
Atón de Espoleto, Azón o Atto fue duque de Espoleto del 653 al 663 o 665.

## Duque
Apenas se sabe nada de él, salvo que sucedió a Teodelapo al frente del Ducado de Espoleto y que Grimoaldo I de Benevento cedió el señorío a su aliado Trasimundo en calidad de recompensa por los servicios prestados cuando falleció Atón (663 o 665).